# بوجشوکو
بوجشوکو (به لهستانی:  Budziszewko) یک روستا در لهستان است که در Gmina Rogoźno واقع شده‌است. بوجشوکو ۱٬۰۴۰ نفر جمعیت دارد.